# Lophostoma brasiliense
Lophostome des marais
Espèce
Répartition géographique
Statut de conservation UICN

 LC  : Préoccupation mineure
Lophostoma brasiliense, le Lophostome des marais, est une espèce sud-américaine de chauves-souris de la famille des Phyllostomidae.

## Description
Lophostoma brasiliense a une longueur de la tête et du corps comprise entre 42 et 61 mm, la longueur de l'avant-bras entre 32 et 36 mm, la longueur de la queue entre 5 et 10 mm, la longueur du pied entre 9 et 13 mm, la longueur des oreilles entre 22 et 25 mm et un poids allant jusqu'à 13 g. L'espèce est la plus petite du genre Lophostoma.
Le crâne est fort, avec une crête sagittale peu développée et rétrécie dans la région postorbitaire.
La fourrure est longue et douce. Les parties dorsales sont grises ou brun grisâtre, avec la base des poils blanchâtre, tandis que les parties ventrales sont légèrement plus claires. Il n'y a aucune différence de stature ou de couleur de pelage entre les mâles et les femelles.
Le museau est glabre, la feuille nasale est lancéolée, avec la partie antérieure complètement soudée à la lèvre supérieure. Sur le menton se trouve un sillon médian entouré de rangées de petites verrues qui forment un U. Les oreilles sont grandes, arrondies et reliées à l'avant à la base par une membrane. Les membranes alaires sont courtes, larges et attachées en arrière à la base des orteils. La queue est courte et entièrement incluse dans la grande membrane interfémorale. Le calcar est long.
Le caryotype est 2n=30 FNa=56.

## Répartition
Lophostoma brasiliense est présente au Mexique (État de Veracruz), au Belize, au Guatemala, au Honduras, au Nicaragua, au Costa Rica, au Panama, en Colombie, au Venezuela, au Guyana, au Suriname, en Guyane, dans le nord-est de l'Équateur, dans l'est du Pérou, au Brésil, en Bolivie, dans le nord du Paraguay et sur l'île de Trinidad.
Elle vit dans les zones plates et vallonnées jusqu'à 500 mètres d'altitude. Cette chauve-souris habite principalement les forêts humides à feuilles persistantes et les marécages et visite les forêts de feuillus, les savanes bordées d'arbres, les jardins et les plantations.

## Comportement

### Habitation
Lophostoma brasiliense se réfugie dans les termitières, vivantes ou abandonnées, à l'intérieur des arbres creux. Ces chauves-souris construisent et maintiennent activement leurs dortoirs propres pour empêcher les termites de les déranger. Un nid examiné mesurait environ 65 cm de largeur, 28 cm de profondeur et environ 65 cm de hauteur. Il y avait plusieurs entrées d'un diamètre de 6 cm.
Au Costa Rica, les adultes mâles et femelles perchent ensemble, ce qui suggère un système d'accouplement basé sur un harem. 

### Alimentation
Lophostoma brasiliense se nourrit de fruits et d'insectes, de grands arthropodes tels que les coléoptères et les papillons, qui se reposent sur les feuilles, au crépuscule. Les captures furent fréquemment effectuées juste après le coucher du soleil.
Elle peut également manger des fruits. Au Brésil, du pollen fut trouvé dans le contenu de l'estomac.

### Reproduction
La reproduction diffère entre l'Amérique centrale et l'Amérique du Sud. En Amérique centrale, la reproduction commence à la fin de la saison sèche en mars et après la naissance, la progéniture est allaitée jusqu'en juin pendant la saison des pluies. Les mâles montrent également des signes de reproduction en septembre/octobre. En Amérique du Sud, il y a une saison des amours pendant la saison sèche et une autre pendant la saison des pluies.
Les femelles donnent naissance à un bébé à la fois.

## Classification
L'espèce fut décrite pour la première fois conformément aux règles de la nomenclature binomiale en 1866 par le zoologiste allemand Wilhelm Peters, qui l'a nommée Lophostoma brasiliense ; la publication a lieu en 1867. L'holotype provenait de Salvador (Bahia). Peters basa le nom L. brasiliense sur un seul spécimen du Musée d'histoire naturelle de Londres, que John Edward Gray a nommé Tylostoma brasiliense, mais ne l'avait pas encore décrit. L'holotype était une femelle adulte portant le numéro de catalogue BMNH 49.11.7.14, composé de peau et de crâne ; la date de capture est inconnue.
Lophostoma brasiliense a pour synonyme :
- Tonatia brasiliense (Peters, 1866).

Ce taxon porte en français le nom vernaculaire ou normalisé suivant : Lophostome des marais.